# Cadillac XLR
O Cadillac XLR é um automóvel roadster coupé-cabriolet de dois lugares com motor dianteiro e tração traseira fabricado e comercializado pela Cadillac de 2003 a 2009 em uma única geração - e conhecido por sua capota rígida retrátil , instrumentos interiores projetados pela Bulgari, head-up display , suspensão adaptável comercializada como Magnetic Ride Control, transmissão montada na traseira e distribuição de peso próximo a traseira de 50/50. Como modelo principal da Cadillac, o XLR foi introduzido no Salão Internacional do Automóvel Norte-Americano de 2003 e começou a produção com o modelo do ano 2004 - prenunciado pelo conceito Evoq de 1999.
Compartilhando a plataforma GM Y e fabricado junto com o Chevrolet Corvette em Bowling Green, Kentucky , os dois carros também compartilhavam uma estrutura perimetrada hidroformada e construção de carroceria composta - embora cada um tenha um estilo externo e interior exclusivo, configurações de suspensão e motor. O XLR foi o primeiro Cadillac de produção com controle de cruzeiro adaptativo baseado em radar (ACC)  e o primeiro a oferecer assentos aquecidos e resfriados.

O XLR foi nomeado para o prêmio norte-americano de carros do ano em 2004.